# Buenos Aires (bateau)
Pour les articles homonymes, voir Buenos Aires (homonymie).
Le Buenos Aires  était un navire de transport réquisitionné pour servir dans la Marine espagnole. 

## Historique
Réquisitionné en 1898 pour servir durant la guerre hispano-américaine, il est rendu au service commercial la même année et démoli en 1942.